# Chiyoda
Chiyoda (japanska: 千代田区?, Chiyoda-ku) är en stadsdelskommun i Tokyo som bildades 1947 genom en sammanslagning av Kanda och Kōjimachi. Namnet är Edo-periodens namn på kejsarpalatset.
En dryg tiondel av kommunen upptas av det kejserliga palatset och dess parker och trädgårdar. Här ligger också Kasumigaseki, regeringskvarteren. Många banker och andra storföretag har sina huvudkontor här, liksom flera mediehus.
Sedan några år råder rökförbud på allmän plats i Chiyoda.

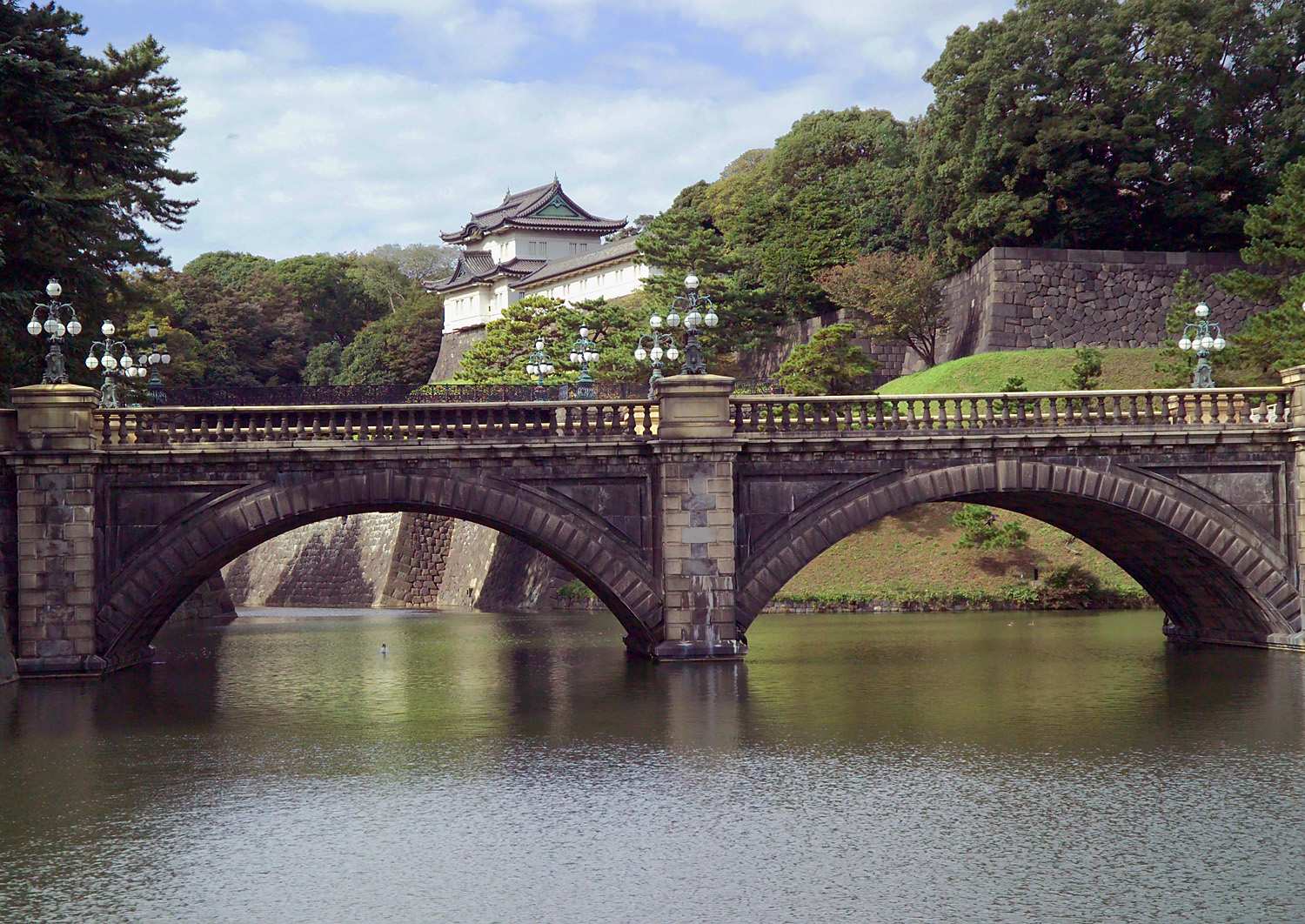
Seimon Ishibashi-bron utanför det kejserliga palatset.

## Stadsdelar i Chiyoda
| - Kōjimachi (麹町) - Hayabusachō (隼町) - Hibiya (日比谷) - Iidabashi (飯田橋) - Kasumigaseki (霞ヶ関) - Kioichō (紀尾井町) - Kōjimachi (麹町) - Kudanshita (九段下) - Marunouchi (丸の内) - Nagatachō (永田町) - Ōtemachi (大手町) - Yūrakuchō (有楽町) | - Kanda (神田) - Jinbochō (神保町) - Soto-kanda (外神田) - Surugadai (駿河台) |